# 万乐天
万乐天（2004年8月12日—），中国女子游泳运动员，2021年世界短道游泳锦标赛女子4×100米混合泳接力铜牌得主、2022年亚洲运动会女子100米仰泳金牌得主和女子50米仰泳银牌得主。